# Jadekohl

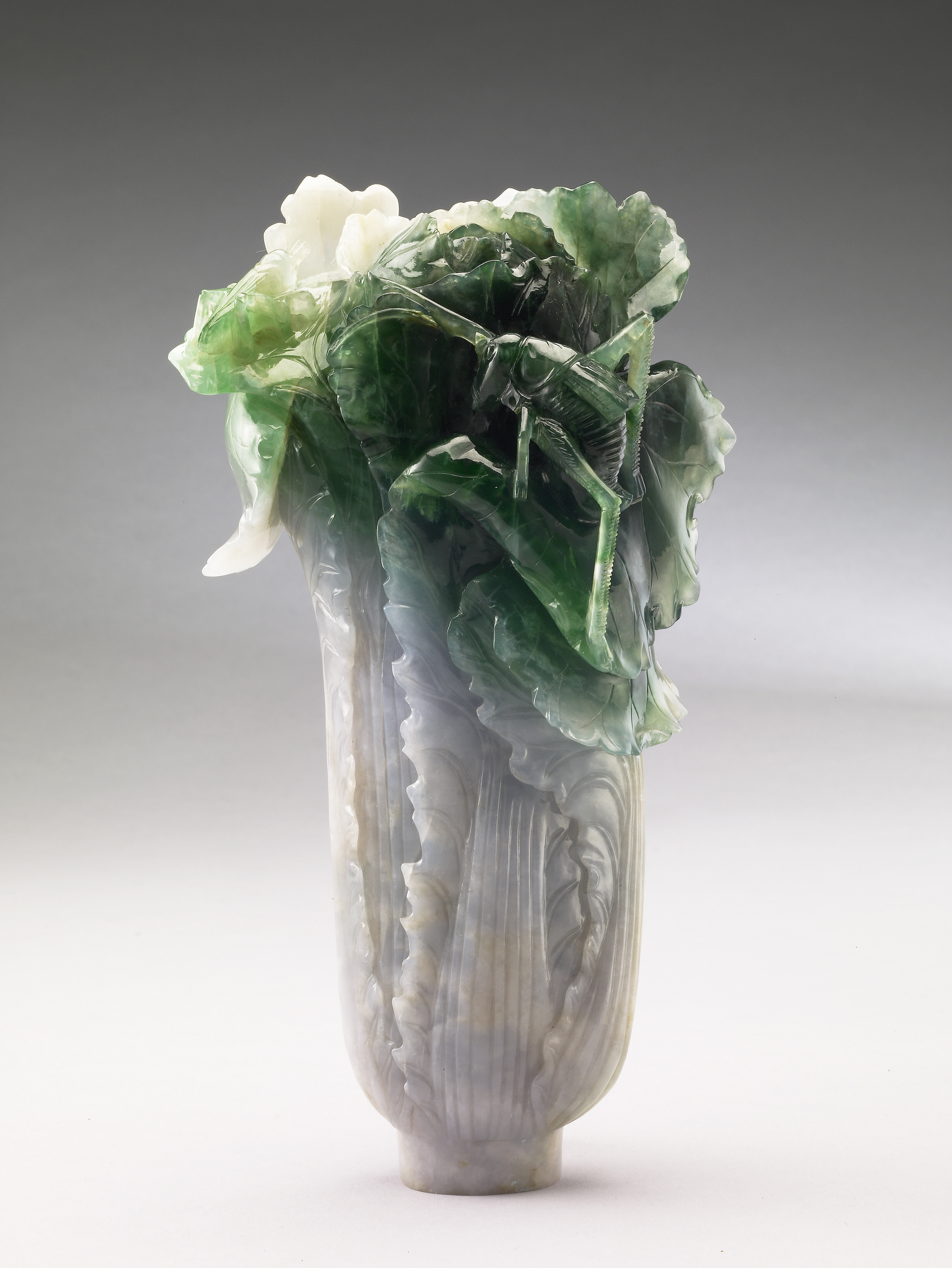
Jadekohl – Palastmuseum, Taipei

Der Jadekohl (chinesisch 翠玉白菜, Pinyin Cuìyù Báicài) ist ein wertvolles Stück aus der Sammlung des Nationalen Palastmuseums in der Republik China (Taiwan).
Die Skulptur aus der Qing-Dynastie ist 18,7 cm lang, 9,1 cm breit und 5,07 cm tief. Man nutzte die natürliche Farbe der Jade aus, um einen Chinakohl zu imitieren.

## Stellenwert

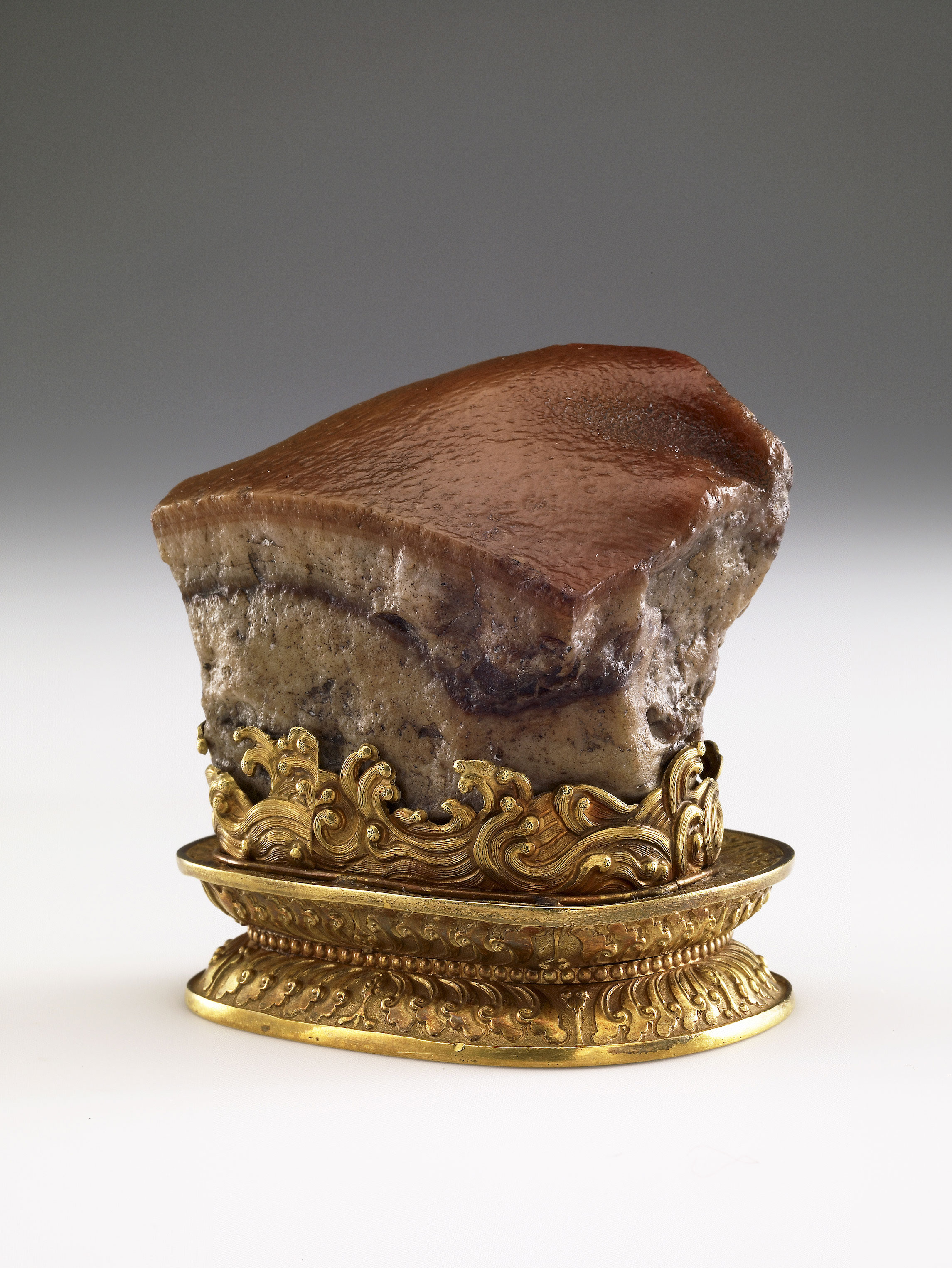
Fleischstein – Palastmuseum, Taipei

Der Jadekohl und der Fleischstein (肉形石,  Ròuxíngshí) werden heute vom Nationalen Palastmuseum als wichtige Kulturschätze betrachtet, aber sie gelten nicht als nationales Kulturgut der Republik China.
Der Jadekohl, das rituelle Ding-Gefäß des Herzogs Mao (毛公鼎,  Máogōngdǐng) und der Fleischstein werden aber zusammen „Die drei Schätze des Nationalen Palastmuseums“ (故宮三寶 / 故宫三宝,  Gùgōng Sānbǎo) genannt.

## Geschichte
Außer dem im nationalen Palastmuseum gesammelten drei Jadekohl-Skulpturen unterschiedlicher Größe gibt es noch zwei weitere Exemplare, die sich jeweils im Peking-Palastmuseum und im Tianjin-Palastmuseum befinden. Laut Forschern der Qing-Dynastie brach der Warlord Sun Dianying (孫殿英 / 孙殿英) 1928 das Mausoleum der Kaiserinwitwe Cixi auf, um die Grabbeigaben zu plündern, dabei raubte er ihren Lieblings-Jadekohl. Später war sein Verbleib unbekannt. Daher gibt es mindestens sechs verschiedene Jadekohl-Exemplare, die jedoch unterschiedliche Formen haben. Derzeit sind der Jadekohl, die Qingming-Rolle (清明上河圖 / 清明上河图 – „Bild einer Flussuferszenerie zum Qingming-Fest“) aus dem 18. Jahrhundert und das Jaspis-Fleischstück im Nationalen Palastmuseum die unter Touristen beliebtesten Kulturschätze. Das Nationale Palastmuseum bietet viele Souvenirs an, die das Motiv des Jadekohls variieren.

## Aussehen

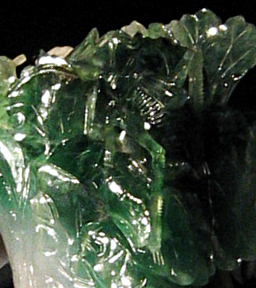
Detail – Insekt auf dem Jadekohl

Obwohl es nicht nur einen Jadekohl gibt, wird dieses Exemplar weitaus am häufigsten ausgestellt und auf Fotos gezeigt.
Es gibt wenig Literatur über den Jadekohl. Man weiß nur, dass diese Jadeskulptur ursprünglich im Yonghe-Palast der Verbotenen Stadt ausgestellt wurde, und außerdem vermutet man, dass das die Mitgift der kaiserlichen Konkubine Jin des Kaisers Guangxu war.
Die Jadeskulptur ist aus einem Stück und man nutzte die natürliche Farbe der Jade aus, um die grünen Blätter und die weißen Blattstiele zu schnitzen. Die Form des Chinakohls bedeutet die Unschuld der Frauen, und auf dem Blatt wurden eine Laubheuschrecke und eine Wanderheuschrecke geschnitzt. Die beiden Tiere symbolisieren auch „viele Nachkommen“. Die Laubheuschrecke wird von den Chinesen umgangssprachlich „Weberin“ (紡織娘 / 纺织娘,  fǎngzhīniáng) oder „Guo-Guo“ (蟈蟈 / 蝈蝈,  guōguo) genannt, die eine regionale Bezeichnung für die Laubheuschrecke (Mecopoda elongata) steht. Der linke Fühler der Laubheuschrecke auf dem Jadekohl brach einen Zentimeter ab. Diese Beschädigung kann man auf einem Archivfoto der Republik China aus dem Jahr 1966 sehen.

## Ausstellungen im Ausland
2014 wurden der Jadekohl und der Fleischstein neben anderen Kulturschätzen des Nationalen Palastmuseums zum ersten Mal im asiatischen Ausland – in Japan – ausgestellt, im Rahmen einer Sonderausstellung mit 231 Stücken, die zunächst im Nationalmuseum Tokio und dann im Nationalmuseum Kyushu gezeigt wurden. Der Jadekohl selbst wurde nur zwei Wochen vom 24. Juni bis 7. Juli in Tokio ausgestellt, dann wurde er sofort nach Taipei zurückgebracht.